# Église Saint-Rémi de Logny-lès-Aubenton
L'église Saint-Rémi de Logny-lès-Aubenton est une église fortifiée qui se dresse sur la commune de Logny-lès-Aubenton dans le département de l'Aisne en région Hauts-de-France.
L'église fait l'objet d'une inscription au titre des monuments historiques par arrêté du 14 juin 1989.

## Situation
L'église Saint-Rémi de Logny-lès-Aubenton est située dans le département français de l'Aisne sur la commune de Logny-lès-Aubenton.

## Description
L'église Saint-Rémi présente deux parties bien distinctes:
- le chœur en pierre calcaire blanche, partie médiévale la plus ancienne, antérieure au XVe siècle
- la nef en brique composée de trois travées, construite au XVIe siècle lors de la fortification de l'église.

Le portail principal de la façade est défendu par l'unique tour cylindrique sud en brique, percée de meurtrières.

### Galerie

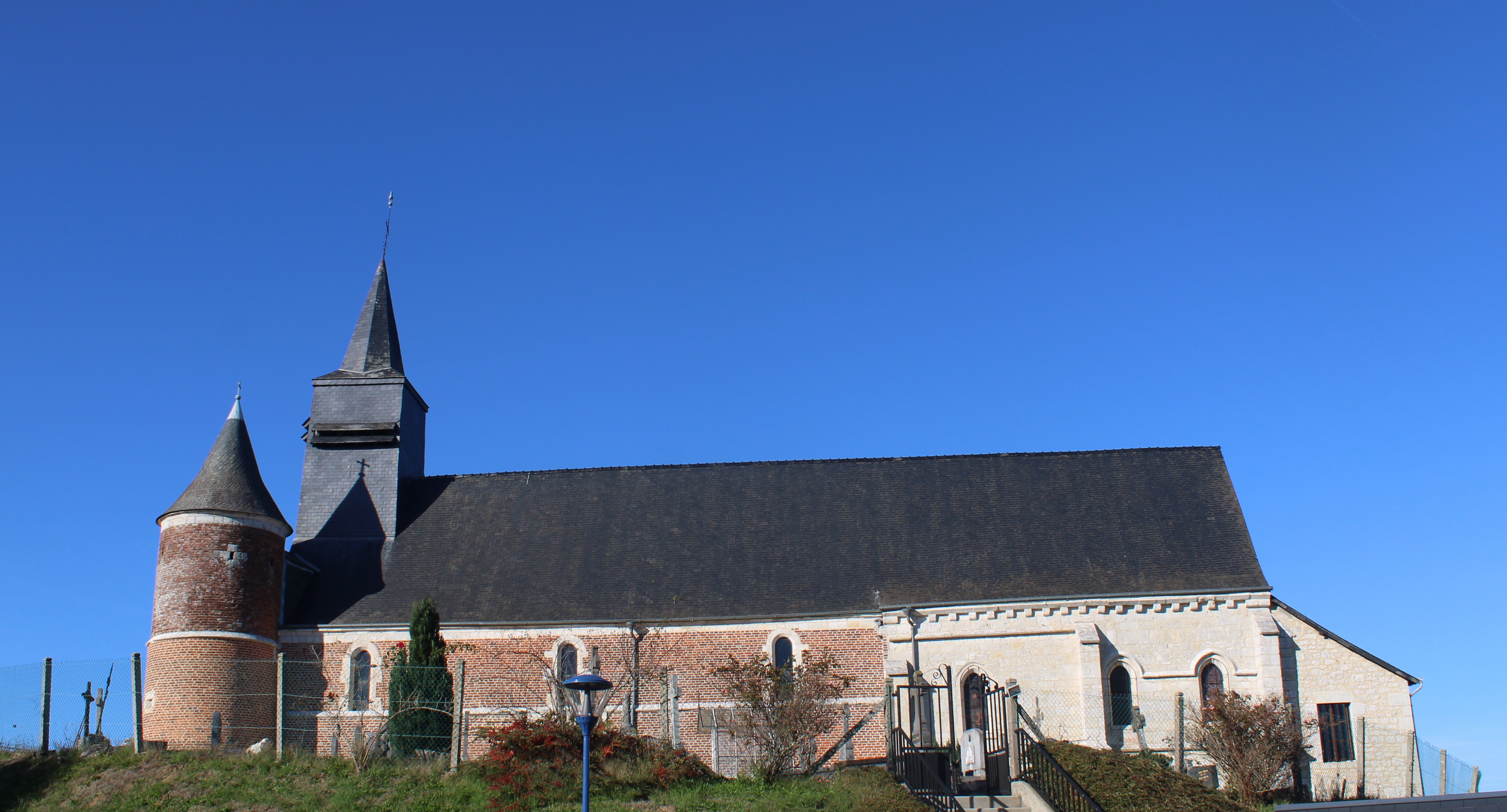
Vue de l'église perchée sur une butte.
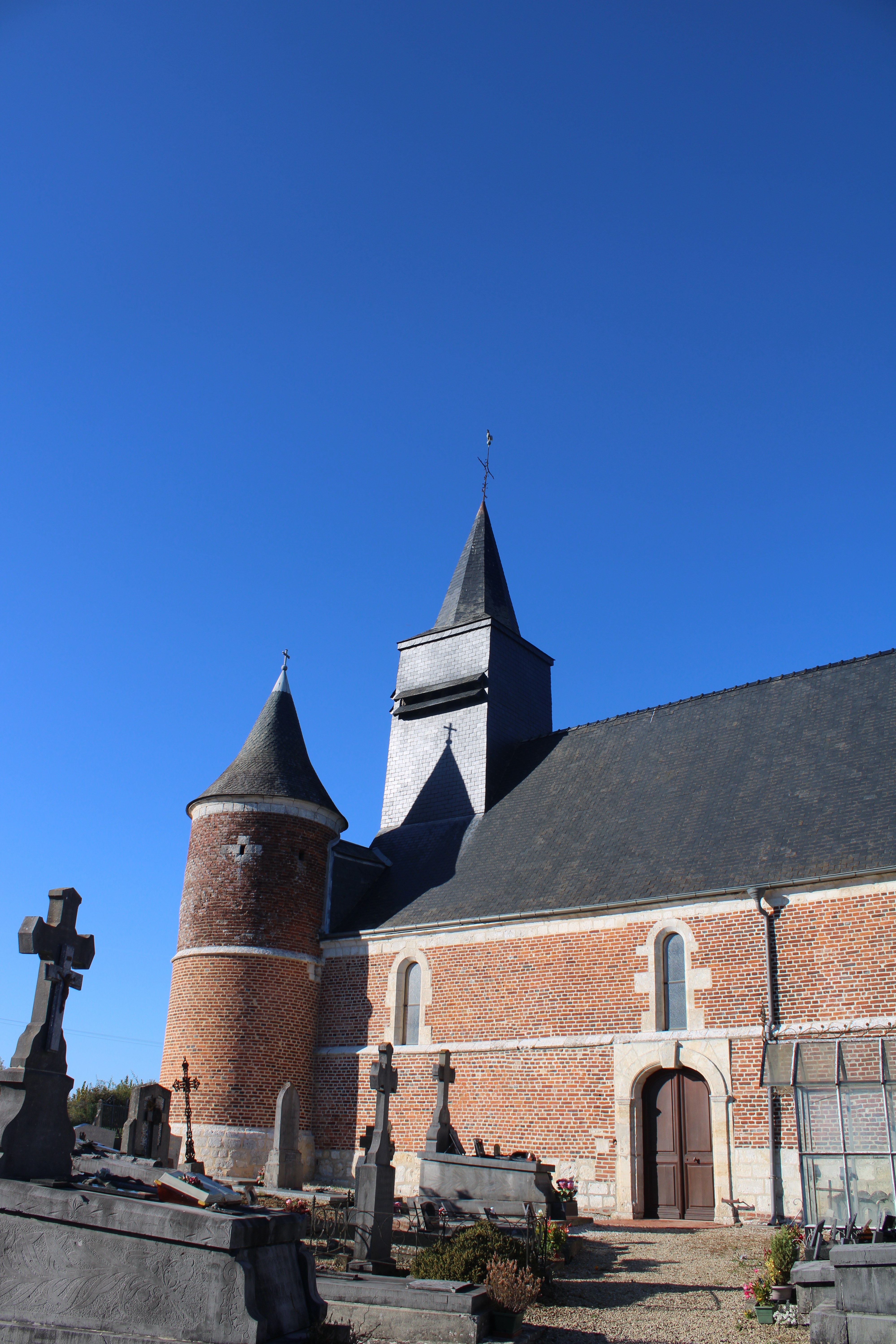
Vue latérale
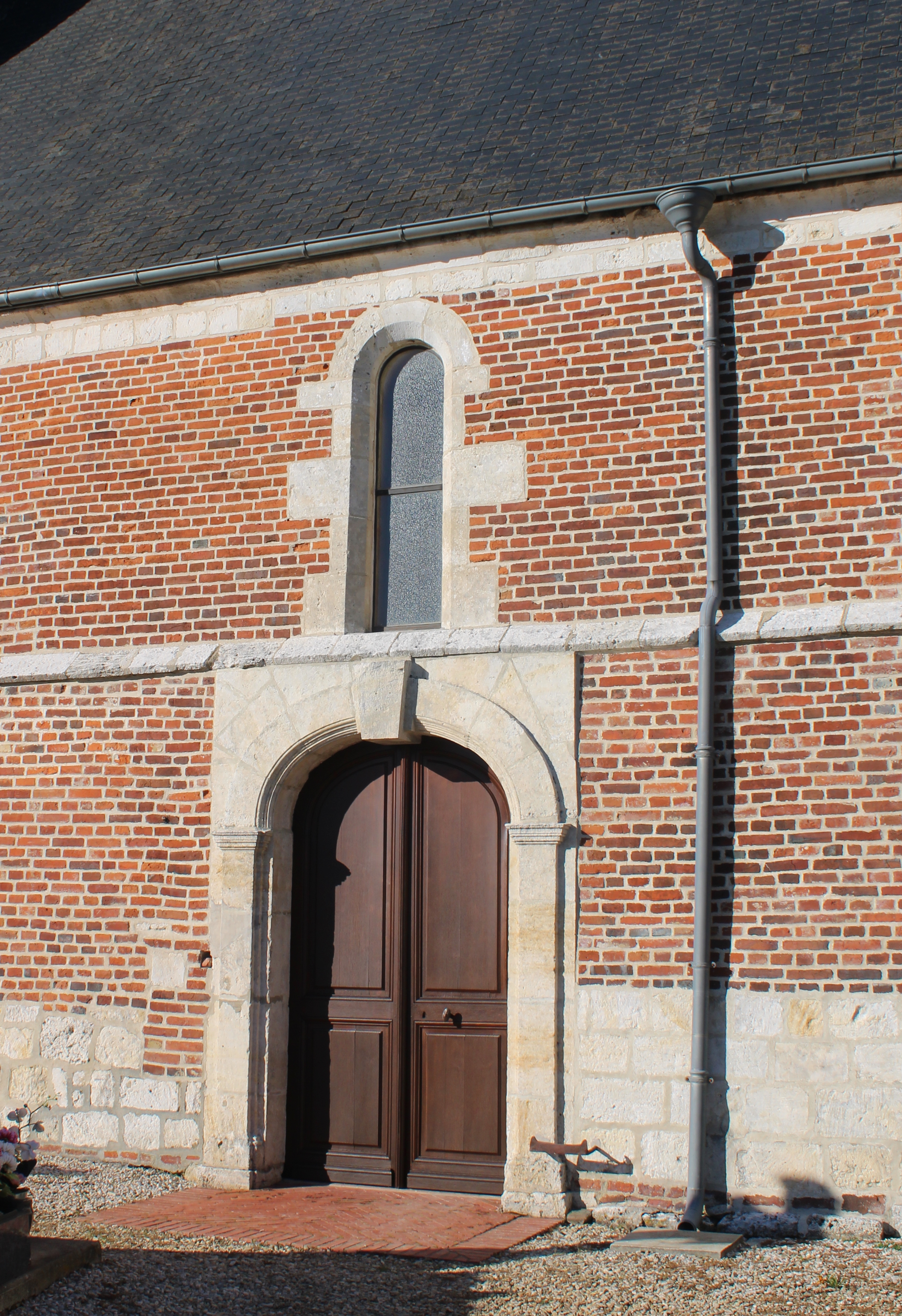
Portail latéral.
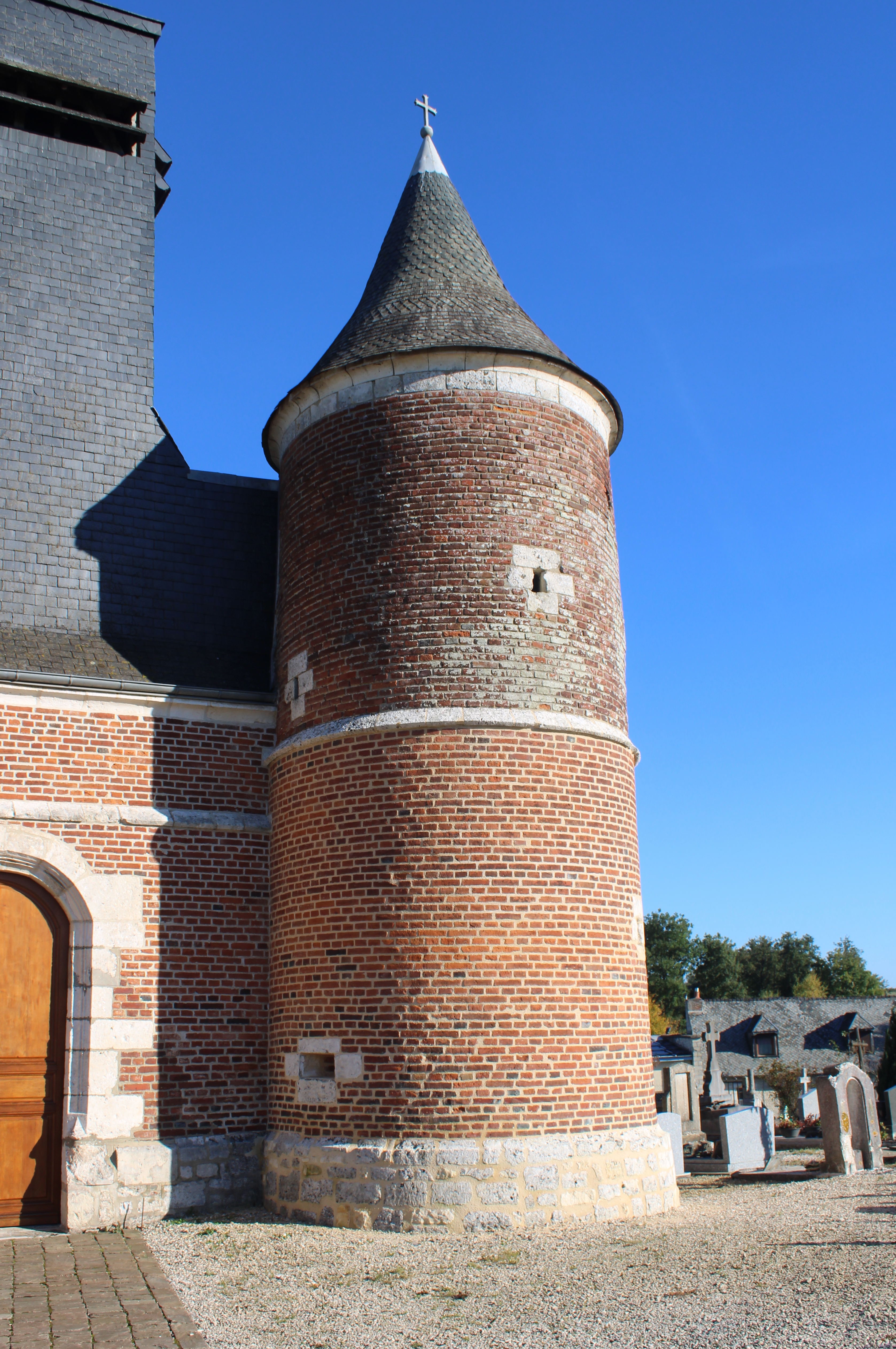
L'unique tour sud percée de meurtrières.
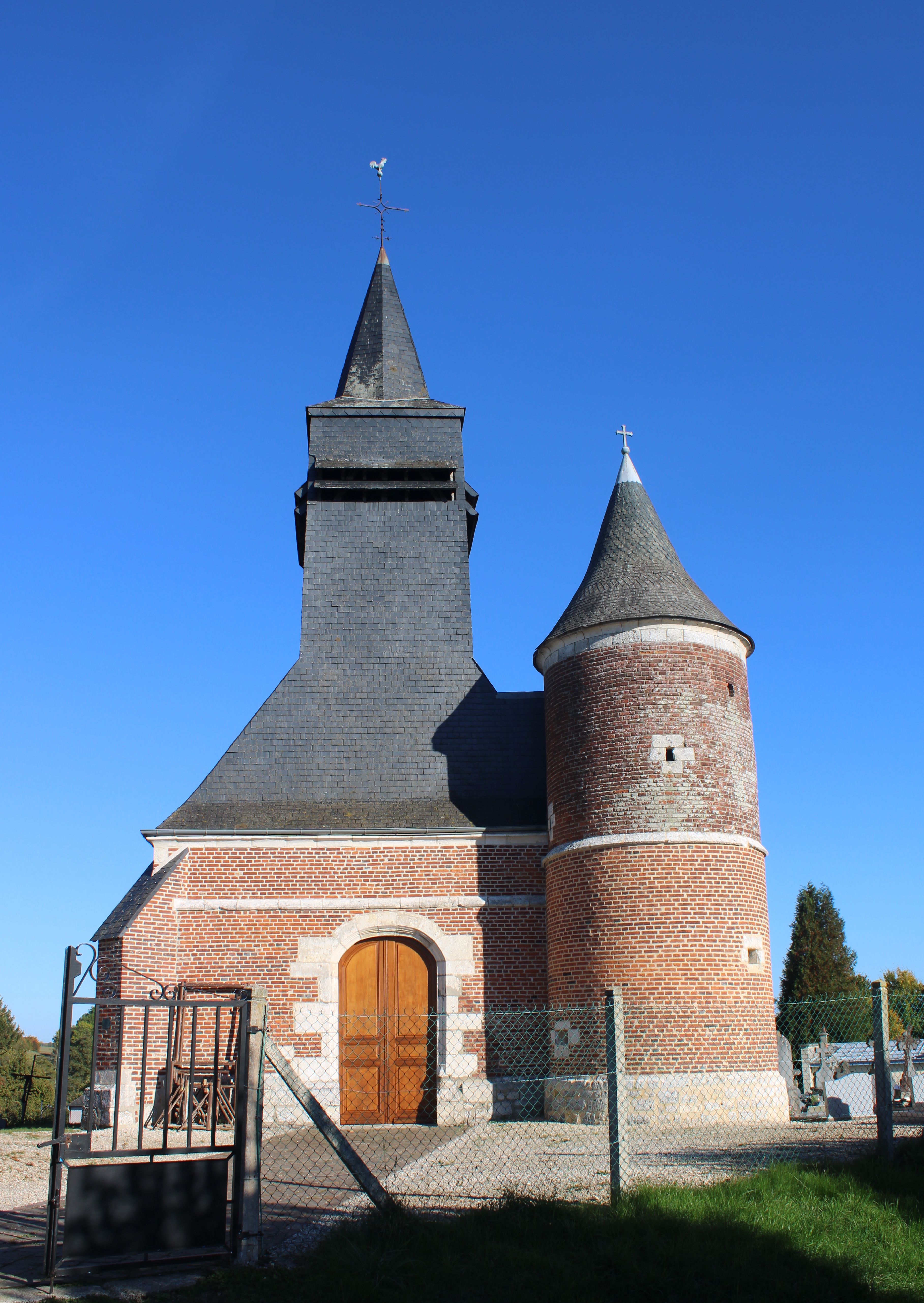
Façade et portail défendu par l'unique tour.
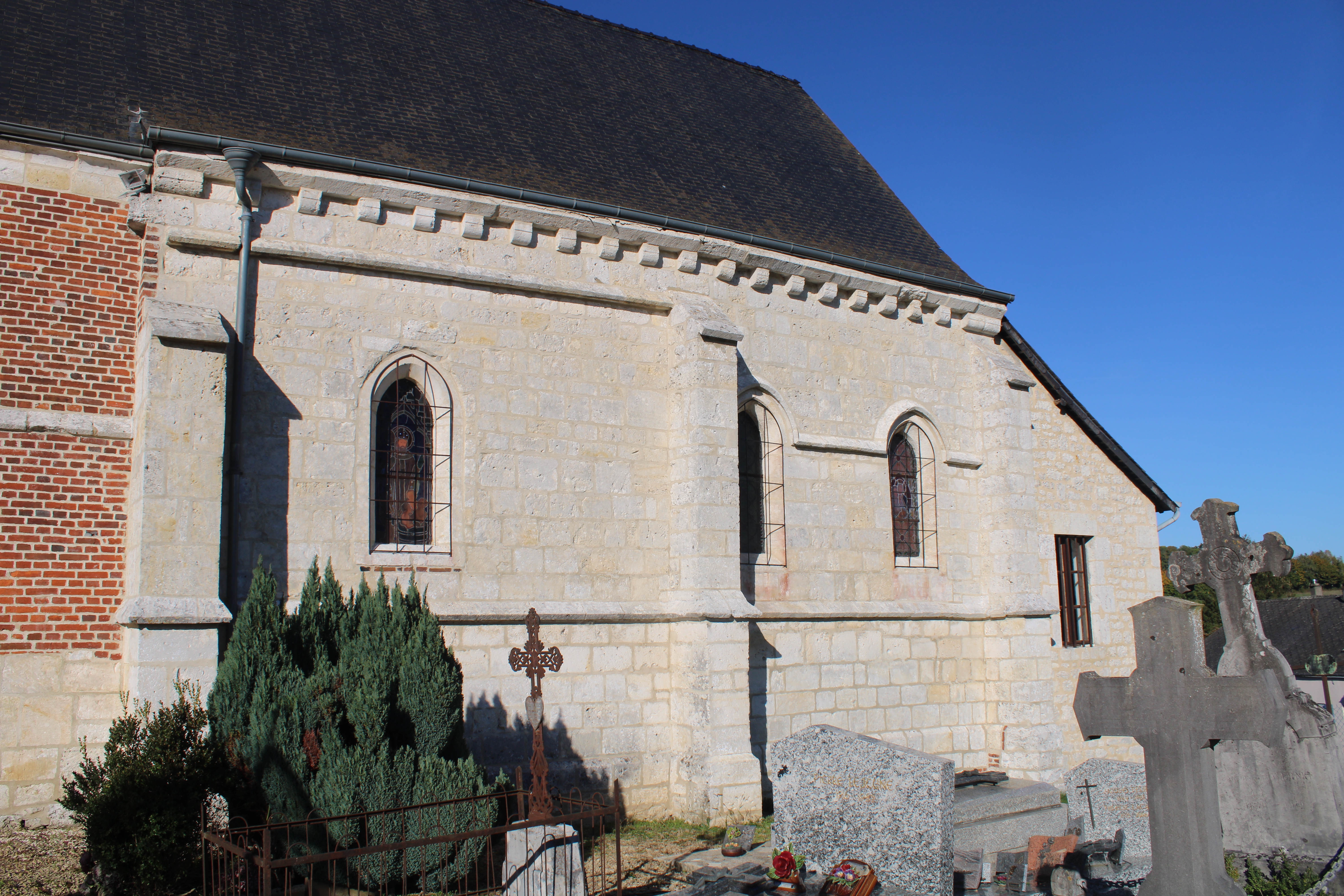
Le chœur en pierre calcaire blanche.